# 그리스-튀르키예 관계
그리스-튀르키예 관계(그리스어: Οι ελληνοτουρκικές σχέσεις, 튀르키예어: Yunan-Türk ilişkileri)는 그리스와 튀르키예의 외교 관계를 말한다. 두 국가는 지리적으로 매우 가깝기 때문에 역사와 문화에 있어서 상당한 부분을 공유한다.

## 역사

### 고대 그리스와 소아시아
두 국가의 인연은 고대 그리스 시대부터 시작되었다. 당시 튀르키예라는 국가가 존재하지는 않았지만, 그리스와 가까운 아나톨리아 해안 지역에 그리스인들이 거주하며 이오니아, 트로이, 할리카르나소스 등 해안 도시들을 세웠다. 아티키 반도 및 펠로폰네소스 반도 등 아테네와 스파르타 등 고대 그리스 도시 국가들이 융성할 당시, 아나톨리아 반도에는 리디아 왕국이 자리잡고 있었다. 중세 시대로 넘어가기 전까지 헬레니즘 문명의 중심지였다. 이후 로마 제국과 동로마 제국이 이 지역을 다스렸다. 

### 셀주크 투르크와 오스만 제국
중세 시대에 이르려, 중앙 아시아부터 시베리아까지 광범위하게 거주하고 있었던 튀르크족 중 셀주크 투르크족은 중세 시대에 아나톨리아 지방으로 이주하고 그곳에 튀르키예의 전신 국가라고 할 수 있는 셀주크 투르크 제국을 세우게 된다. 셀주크 투르크 제국 이후에 등장한 오스만 제국은 아나톨리아 반도와 발칸 반도, 아라비아 반도와 북부 아프리카를 다스리는 거대 제국으로 성장하게 된다. 당시 그리스 지역은 오스만령 그리스가 되어 18세기까지 투르크의 지배를 받았다.

### 그리스 왕국과 튀르키예 공화국
제1차 세계 대전을 분기점으로 오스만 제국은 튀르키예 공화국으로 바뀌고, 그리스는 그리스 독립 전쟁을 겪으면서 오스만 제국으로부터 분리 독립하였다.  이후 두 국가는 그리스-튀르키예 전쟁을 겪으면서 영토를 조정하고, 그리스-튀르키예 인구 교환을 통해서 분쟁을 한 단락 종결시켰다. 그러나 에게 분쟁 등 두 국가의 국경과 영토 확정에 있어서 완전히 해소되지 못한 상태이다.
1974년에 발생한 키프로스 분쟁은 그리스와 튀르키예의 대립을 잘 보여주며, 그리스 군사정권이 키프로스 내 친 그리스 에노시스(ἔνωσις) 파벌을 이용하여 쿠데타를 일으킴에 따라 튀르키예의 키프로스 침공으로 이어져 현재 남키프로스와 북키프로스로 나뉘어진 상황이다.
국제 안보 분야에 있어서 두 국가는 모두 북대서양 조약 기구의 회원국이다. 두 국가는 갈등을 겪고 있으나, 1999년 이즈미트 지진 및 아테네 지진 당시 의료 및 물자 지원을 한 경험이 있다. 또한 튀르키예의 유럽 연합 가입에 있어서 그리스는 협력을 하고 있다.

## 같이 보기
- 그리스의 대외 관계
- 튀르키예의 대외 관계